# Aubais
Aubais là một xã ở tỉnh Gard ở miền nam nước Pháp. Xã này có diện tích 11,79 km², dân số năm 1999 là 1996 người. Khu vực này có độ cao trung bình 37 mét trên mực nước biển.